# Abbas Kiarostami
Vous lisez un « article de qualité » labellisé en 2007.
Cette page contient des caractères spéciaux ou non latins. S’ils s’affichent mal (▯, ?, etc.), consultez la page d’aide Unicode.
Pour les articles homonymes, voir Kiarostami.
Abbas Kiarostami (en persan : عباس کیارستمی, Abbās Kiārostami), né le 22 juin 1940 à Téhéran en Iran et mort le 4 juillet 2016 à Paris en France, est un réalisateur, scénariste et producteur de cinéma iranien.
Dans le monde du cinéma depuis les années 1970, Kiarostami signe plus de quarante films dont des courts métrages, des documentaires ou encore des films dramatiques. La critique l’a majoritairement loué pour des œuvres telles que Close-up, la trilogie de Koker (Où est la maison de mon ami ? en 1987, Et la vie continue en 1991 et Au travers des oliviers en 1994), ou Le Goût de la cerise en 1997 et Le vent nous emportera en 1999.
Abbas Kiarostami s’investit comme scénariste, monteur, directeur artistique, producteur mais surtout en tant que réalisateur. Avant de se tourner vers le cinéma un peu plus tard, il débute en produisant des dessins animés, des génériques et des supports publicitaires. Il est également poète, photographe, peintre, illustrateur et dessinateur graphiste.
Kiarostami est un des réalisateurs de la Nouvelle Vague iranienne (sinamâ-yé motafavet ou « cinéma différent »), un mouvement du cinéma iranien qui commence vers la fin des années 1960 et inclut les précurseurs Furough Farrokhzad, Sohrab Shahid Saless, Bahram Beyzai et Parviz Kimiavi. Ces réalisateurs ont beaucoup de techniques en commun, dont l’utilisation du dialogue poétique et de la narration allégorique pour traiter les séquences politiques et philosophiques.
Kiarostami est connu pour filmer les enfants comme protagonistes de films documentaires à style narratif, ainsi que pour des innovations en termes de réalisation. Il utilise la poésie iranienne contemporaine dans les dialogues, les titres et les thèmes de ses films.

## Biographie

### Jeunesse et formation

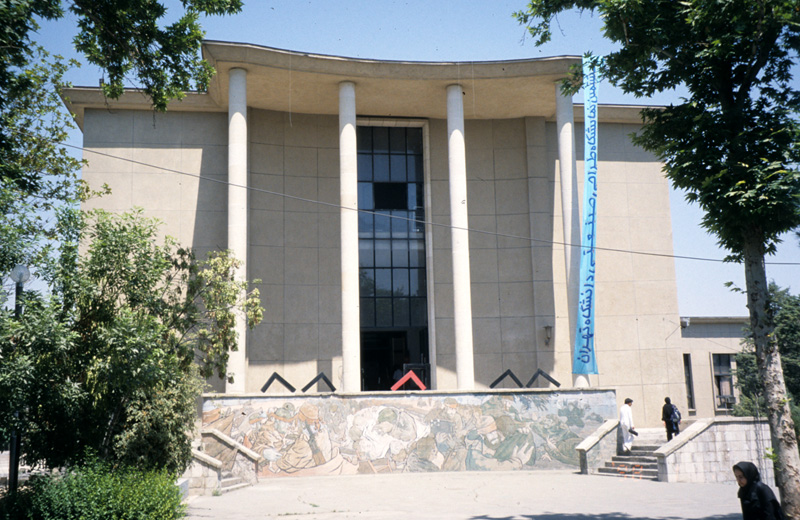
Kiarostami est diplômé en peinture et conception graphique de la faculté des Beaux-arts de l’université de Téhéran.

Kiarostami est né à Téhéran le 22 juin 1940. Intéressé par l’art et le cinéma dès son enfance, il gagne un concours de peinture à dix-huit ans, avant de faire ses études à la faculté des beaux-arts de l’université de Téhéran. Il finance une partie de ses études en travaillant en tant qu’agent de la circulation. Dans les années 1960, Kiarostami travaille dans la publicité comme peintre, concepteur et illustrateur. Il conçoit des affiches et crée des films publicitaires.
Entre 1962 et 1966, il tourne environ 150 annonces pour la télévision iranienne. Vers la fin des années 1960, il commence à créer des génériques pour des films (dont Gheysar de Massoud Kimiaei) et à illustrer des livres pour enfants,.
En 1969 débute la Nouvelle Vague iranienne avec le film de Dariush Mehrjui La Vache (Gav). La même année, sous l’influence de Firuz Shivanlu, Kiarostami participe avec Ebrahim Forouzesh à la création d’un département réalisation à l’Institut pour le développement intellectuel des enfants et des jeunes adultes de Téhéran (le Kanun), qui était à l'origine dédié à la publication de livres pour enfants. Cet institut a été créé sous l’impulsion des Pahlavi, qui proposaient ainsi un exutoire créatif à la jeunesse iranienne afin de la détourner des activités politiques. Le Kanun est alors une des deux structures publiques de production de films en Iran. Il deviendra un des hauts lieux du développement d’une modernité cinématographique à l’iranienne selon Agnès Devictor,.

Hamid Dabashi, professeur d’études iraniennes à l’université Columbia, explique que, malgré la situation politique de l’Iran, Kiarostami avait des préoccupations créatives différentes : 

« Kiarostami cherchait à re-lire la réalité à partir d'une table rase qui rendrait de nouveau du sens au monde et de la confiance dans celui-ci. »

La première réalisation de Kiarostami pour le cinéma est un film de douze minutes en noir et blanc, Le Pain et la Rue (Nan va koutcheh) (1970), un court métrage néoréaliste au sujet de la confrontation d’un écolier malheureux et d’un chien agressif, réalisé à la demande d'un ami pour son projet de studio de cinéma pour enfants.
La Récréation (Zang-e tafrih) suit en 1972.
Le département réalisation, qui permet à Kiarostami de réaliser ses premiers courts métrages, finit par devenir l’un des studios cinématographiques les plus célèbres d’Iran, produisant non seulement les films de Kiarostami, mais aussi des films iraniens appréciés tels Le Coureur (Amir Naderi, 1985) et Bashu, le petit étranger (Bahram Beyzai, 1986).

### Développement d’un style personnel

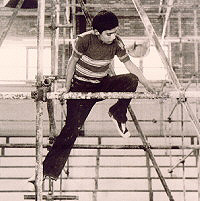
Hassan Darabi dans Le Passager (1974).

Abbas Kiarostami épouse Parvin Amir-Gholi en 1969. Ils ont deux enfants : Ahmad, né en 1971, et Bahman, né 1978. Le couple divorce en 1982.
Bahman Kiarostami est lui-même devenu réalisateur et cinéaste. En 1993, âgé de quinze ans, il a dirigé avec l’aide de son père le documentaire Périple au pays des voyageurs (Journey to the Land of the Traveller).
Kiarostami réussit à affirmer son style, malgré le manque de moyens sous le règne du Shah. Il travaille habituellement sur des thèmes politiques, tels que l’ordre, la liberté individuelle, ou encore sur la justice sociale, comme dans ses films Avec ou sans ordre, Cas numéro un, cas numéro deux, Le Concitoyen ou Close-up. Il affirme :

« C'est la norme qui doit s'adapter à la société et non la société à la norme. »

Dans les années 1970, acteur de la renaissance cinématographique iranienne, Abbas Kiarostami suit un modèle individuel de la réalisation. En parlant de son premier film, il déclare : 

« Le Pain et la Rue était ma première expérience de cinéma et, je dois le dire, une expérience très difficile. J'ai dû travailler avec un enfant très jeune, un chien, et une équipe non professionnelle excepté le cinéaste intransigeant et se plaignant tout le temps. Eh bien, dans un sens, le cinéaste avait raison parce que je n'avais pas suivi les conventions de réalisation auxquelles il s'était habitué. »

Après Expérience, en 1973, Kiarostami réalise Le Passager (Mossafer) en 1974. Le Passager raconte l’histoire de Hassan Darabi, un garçon de dix ans, difficile et amoral, vivant dans une petite ville d’Iran. Il souhaite voir l’équipe nationale de football jouer un match important à Téhéran. Pour y arriver, il arnaque ses amis et des voisins. Après nombre d’aventures, il atteint finalement le stade Aryamehr à l’heure du match. Ce film traite de la détermination d’un garçon dans son dessein et de son indifférence aux effets de ses actions sur les autres ; en particulier ceux qui sont les plus proches de lui. Le film est un examen du comportement humain et de l’équilibre du bien et du mal. Il contribue à la réputation de réalisme, de simplicité diégétique, et de complexité stylistique de Kiarostami. Il témoigne aussi de son goût pour les voyages, aussi bien matériels que spirituels.
En 1975, Kiarostami dirige les courts-métrages Moi aussi je peux (Man ham mitounam) et Deux solutions pour un problème (Dow rahehal baraye yek massaleh). Début 1976, il réalise Couleurs (Rangha), suivi du film de 54 minutes, Le Costume de mariage (Lebassi baraye aroussi) relatant l’aventure de trois adolescents entrant en conflit à propos d’un costume de mariage,. Le premier long métrage de Kiarostami est, en 1977, Le Rapport (Gozaresh), d’une durée de 112 minutes. Le sujet est la vie d’un percepteur accusé de corruption ; entre autres thèmes, le film aborde la question du suicide. Durant cette même année, il tourne deux autres courts métrages : Comment utiliser son temps libre ? (Az oghat-e faraghat-e khod chegouneh estefadeh konim?) et Hommage aux professeurs (Bozorgdasht-e mo’allem). En 1979, il produit et dirige Cas numéro un, cas numéro deux (Ghazieh-e shekl-e avval, ghazieh-e shekl-e dovvom).

### Après la révolution iranienne
Après la révolution iranienne en 1979, l’État iranien, transformé en république islamique, cherche à islamiser l’ordre social. Cet objectif va avoir des répercussions sur le cinéma iranien : les nouveaux dirigeants du pays cherchent alors à créer un genre national unique, un cinéma « pur » et débarrassé de toute « vulgarité » et de tout lien à l’Occident. Des institutions publiques sont donc créées ou remodelées afin de permettre au pouvoir politique et religieux d’atteindre ses objectifs, c’est-à-dire de favoriser une production cinématographique nationale qui soit en conformité avec les normes islamiques imposées à toute la société.

Kiarostami reste en Iran après la révolution — alors que certains autres réalisateurs iraniens s’enfuient en Occident. Il considère cette décision comme l’une des plus importantes de sa carrière. Kiarostami pense que sa nationalité et le fait de rester en Iran confortent son savoir-faire de réalisateur : 

« Si vous prenez un arbre qui est enraciné dans la terre et si vous le replantez en un autre endroit, l'arbre ne produira plus de fruits, dit-il, et s'il le fait, le fruit ne sera pas aussi bon que s'il était dans son endroit originel. C'est une règle de la nature. Je pense que si j'avais fui mon pays, je ressemblerais à cet arbre. »

Au début des années 1980, Kiarostami dirige plusieurs courts-métrages dont La Rage de dents (Dandān dard) (1980), Avec ou sans ordre (Be tartib ya bedun-e tartib) (1981), Le Chœur (Hamsarayan) (1982) ou encore Le Concitoyen (Hamshahri) (1983). La plupart de ces films sont réalisés au sein du Kanun, qui survit à la révolution grâce à son dynamisme et son indépendance selon Agnès Devictor. L’institut dont la direction avait été confiée à Kiarostami, dispose d’un budget indépendant, bien que son conseil de direction accueille le ministre de l’Éducation, le ministre de la Culture et de l’orientation islamique et le président de la Télévision. C’est de cette institution que sortiront les premiers films iraniens sélectionnés à l’étranger, comme Où est la maison de mon ami ? (Khaneh-ye doust kodjast ?), que Kiarostami réalise en 1987.
Où est la maison de mon ami ? est le récit apparemment simple de la quête d’un écolier de 8 ans, nommé Ahmad, consciencieux et qui cherche à rendre son cahier à son ami habitant dans le village voisin de Koker, Pochteh. S’il ne parvient pas à le remettre avant le jour suivant, son ami risque d’être renvoyé de l’école. Mais en arrivant à Pochteh, on lui dit que Mohammad, son ami, est parti pour Koker… Les croyances traditionnelles des campagnards iraniens sont dépeintes tout au long du film. Ce film est remarquable pour l’utilisation poétique du paysage rural iranien et pour son profond réalisme. Ces éléments sont importants dans le travail de Kiarostami. Abbas Kiarostami a réalisé ce film du point de vue d’un enfant sans la condescendance qu’on peut déplorer dans beaucoup de films traitant des enfants,.
En 1987, Kiarostami contribue au scénario de La Clé (Kelid) qu’il monte mais ne dirige pas. En 1989, il réalise Devoirs du soir (Mashgh-e Shab).
Où est la maison de mon ami ? et les films suivants Et la vie continue (Zendegi va digar hich), en 1992, puis Au travers des oliviers (Zir-e derakhtan zeytoun) en 1994, sont désignés comme étant la Trilogie de Koker par les critiques de cinéma. En effet, ces trois films mettent en vedette le village de Koker, au nord de l’Iran. Les films sont en rapport avec le tremblement de terre de 1990. Kiarostami emploie les thèmes de la vie, de la mort, du changement, et de la continuité pour relier les films.
La trilogie remporte un vif succès en France dans les années 1990 ainsi que dans d’autres pays comme les Pays-Bas, la Suède, l’Allemagne et la Finlande. Kiarostami lui-même ne considère pas ces trois films comme une trilogie. Il suggère plutôt que la trilogie est formée des deux derniers titres et du film Le Goût de la cerise (Ta’m-e gilas) (1997). Ces trois films ont en effet un thème commun, le caractère précieux de la vie, en particulier dans le « face-à-face entre la vie et la mort » (selon ses propres termes).
Et la vie continue (Zendegi va digar hich) est le dernier film de Kiarostami produit par le Kanun, et marque la fin du dynamisme de cette institution, en 1992. Agnès Devictor souligne que la qualité en moyenne très élevée de la production cinématographique iranienne postrévolutionnaire est en partie due au soutien de l’État et des différentes institutions comme le Kanun qui permettaient de financer les films, et offraient ainsi une certaine liberté artistique à des réalisateurs moins soumis aux exigences de rentabilité,.

### Reconnaissance internationale

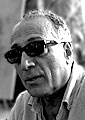
Abbas Kiarostami au 65e festival du film de Venise en 2008.

Durant les années 1990, le cinéma de Kiarostami a les vertus d’un outil diplomatique : ses films ont introduit en Occident une nouvelle vision de l’Iran, différente des clichés médiatiques. Mais l’État iranien réprouve ses films, les jugeant « insuffisamment islamiques » et « trop formatés au goût de l'Occident », quoique la réprobation institutionnelle soit rendue difficile par la renommée grandissante du réalisateur.
Le Goût de la cerise est, par exemple, censuré pendant quelque temps en Iran. Mais le film est autorisé la veille de la remise du palmarès du Festival de Cannes où Abbas Kiarostami recevra la Palme d'or (l'État parviendra tout de même à imposer des modifications à Kiarostami, en le forçant à remplacer un morceau de Louis Armstrong de la bande son par de la musique traditionnelle).
En 1990, Kiarostami dirige Close-Up (Gros plan). Ce film relate l’histoire vraie d’un homme qui se fait passer pour le réalisateur Mohsen Makhmalbaf. L’imposteur dupe une famille en faisant croire à ses membres qu’ils seront les vedettes de son futur long métrage. La famille suppose que le vol est le motif de ce méfait, mais l’imposteur, Hossein Sabzian, prétend que sa motivation était plus complexe. Le film, mi-documentaire, mi-fiction, examine la justification morale de Sabzian à usurper l’identité de Makhmalbaf. La défense d’Hossein Sabzian semble difficile à comprendre si le spectateur ne partage pas sa passion pour l’art en tant qu’émancipateur culturel et intellectuel,.
En 1991, Kiarostami réalise Et la vie continue (Zendegi va digar hich) considéré par des critiques comme le deuxième film de la trilogie du tremblement de terre ou trilogie de Koker. Le film suit un père et son jeune fils pendant leur voyage de Téhéran à Koker à la recherche des deux jeunes garçons (qui ont tenu les premiers rôles dans le film de 1987, Où est la maison de mon ami ?), craignant qu’ils aient perdu la vie dans le tremblement de terre de 1990. Pendant qu’ils voyagent dans un paysage dévasté, ils rencontrent des survivants du séisme contraints de survivre au milieu de la tragédie,,. Cette année-là, Kiarostami gagne le prix Roberto-Rossellini en tant que réalisateur ; c’est la première récompense professionnelle cinématographique de sa carrière. Le dernier film de la trilogie de Koker est intitulé Au travers des oliviers (Zir-e derakhtan zeytoun), en 1994. Une des scènes secondaires de Et la vie continue devient le drame central de ce film.
Adrian Martin, critique de cinéma, qualifie de « graphique » le style de réalisation de la trilogie de Koker. Ce style graphique associe les formes ondulant dans le paysage et la géométrie des forces de la vie et du monde,. Dans Et la vie continue (1992), un flashback du chemin en zigzag déclenche chez le spectateur le souvenir du film précédent, Où est la maison de mon ami ?, de 1987, réalisé avant le tremblement de terre. Cet effet, à son tour, relie symboliquement à la reconstruction post-sismique de Au travers des oliviers en 1994.
En 1995, le Festival de Locarno présente la première rétrospective complète de son œuvre, qui contribue à sa reconnaissance internationale.
Avec le tournage du film Au travers des oliviers (préacheté par Ciby 2000, une filiale de Bouygues), Abbas Kiarostami se lance dans la coproduction internationale. À partir de la fin des années 1990, Marin Karmitz (MK2), exploitant et distributeur, devient le principal acteur de la coproduction en Iran, et coproduit des films de Kiarostami ou de Mohsen Makhmalbaf. La notoriété de Kiarostami grandit avec les récompenses prestigieuses qui lui sont décernées lors de festivals internationaux.
Il écrit ensuite les scénarios de Le Voyage (Safar, 1996) réalisé par Alireza Raisian et Le Ballon blanc (Badkonak-e sefid, 1995) pour son ancien assistant, Jafar Panahi. Entre 1995 et 1996, il est impliqué dans la production de Lumière et Compagnie, une collaboration de quarante réalisateurs.

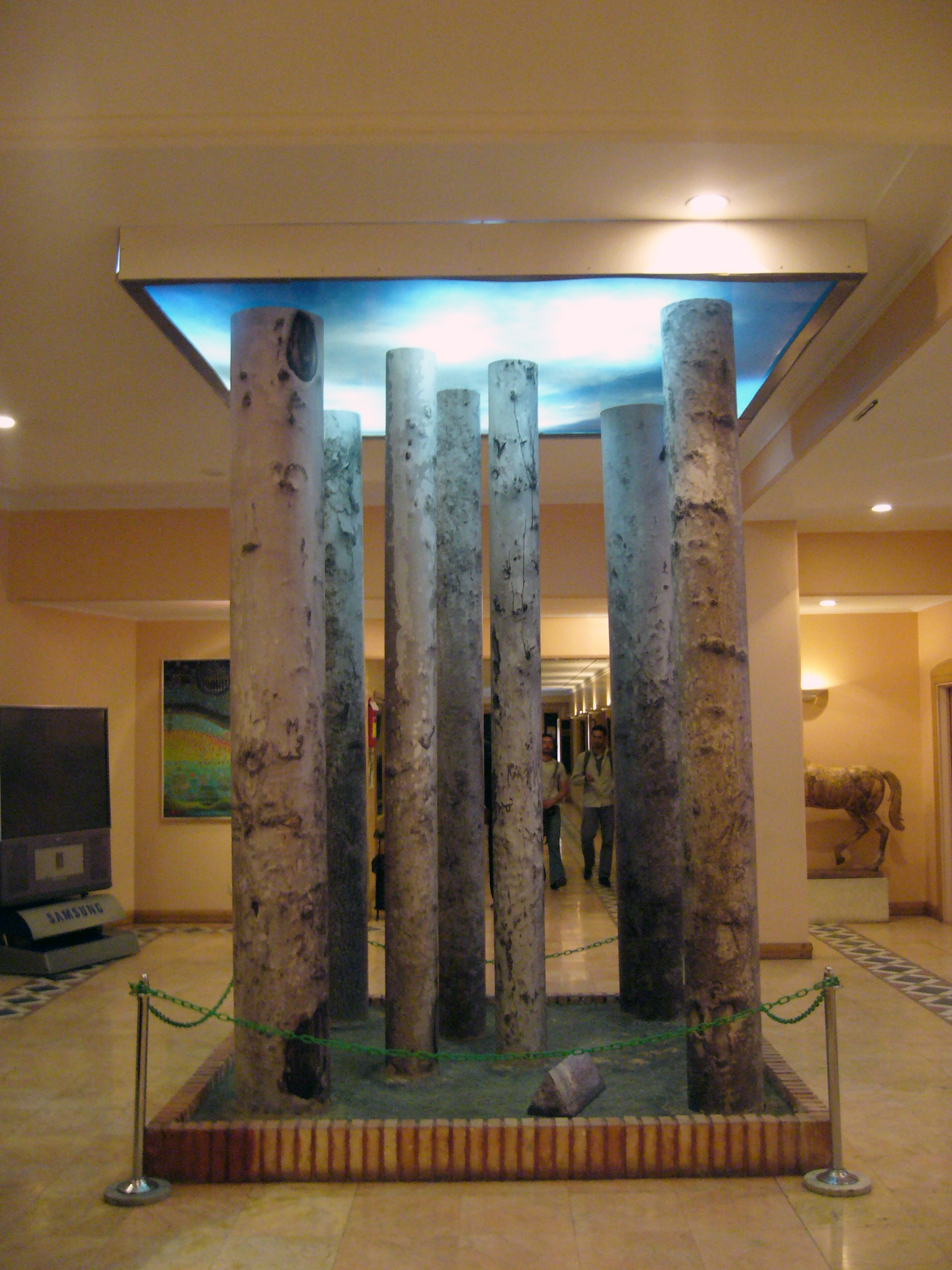
7 chenars, l'une de ses œuvres pour l'Annual Image Festival.

En 1997, Kiarostami remporte la Palme d'or au Festival de Cannes pour Le Goût de la cerise (Ta’m-e gilas), ex æquo avec Shōhei Imamura pour l'Anguille. Ce film fait le récit d’un homme désespéré, M. Badii, tenté par le suicide. Le film traite de thèmes tels que la moralité, la légitimité de l’acte du suicide, le sens de la compassion, et la responsabilité motivée par la liberté du choix de vivre.
Kiarostami dirige ensuite Le vent nous emportera (Bād mā rā khāhad bord) (1999), qui remporte le Grand Prix du Jury (Lion d’argent) à la Mostra de Venise. Le film met en opposition des idées rurales et urbaines sur la dignité du travail. Il aborde les thèmes de l’égalité des femmes et des avantages du progrès, par le biais du séjour d’un étranger dans un village kurde reculé. Treize ou quatorze personnages du film restent constamment invisibles, le spectateur ne se rend compte de leur présence que par leurs voix.
En 2000, à la cérémonie des récompenses du Festival du film de San Francisco, Kiarostami surprend tout le monde en offrant son Prix Akira Kurosawa pour sa carrière de réalisateur à l’acteur vétéran iranien Behrouz Vossoughi pour sa longue contribution au cinéma iranien,.
En 2001, Kiarostami et son assistant, Seifollah Samadian, voyagent à Kampala (Ouganda) à la demande du Fonds international de développement agricole des Nations Unies. L’organisation internationale les envoie filmer un documentaire au sujet des programmes d’aide aux orphelins ougandais. Kiarostami reste pendant dix jours et réalise ABC Africa. Le voyage était à l’origine prévu comme une recherche préalable à une véritable réalisation, mais Kiarostami finit par monter le film entier à partir du métrage obtenu. Bien que les orphelins de l’Ouganda soient essentiellement le résultat de l’épidémie de Sida, Geoff Andrew, rédacteur du magazine britannique Time Out et responsable des programmes du National Film Theatre de Londres, affirme, au sujet de ABC Africa : « comme ses quatre précédentes réalisations, ce film n’a pas pour sujet la mort mais la vie et la mort : comment elles sont liées et quelle attitude pourrions-nous adopter en ce qui concerne leur irrémédiabilité symbiotique. »
En 2002, Kiarostami dirige Ten, où il met en œuvre une technique inhabituelle de réalisation et où il abandonne plusieurs conventions d’écriture du scénario. Kiarostami se concentre sur le paysage sociopolitique de l’Iran. Les images sont vues par les yeux d’une femme qui roule dans les rues de Téhéran pendant plusieurs jours. Son voyage se compose de dix conversations avec des passagers : sa sœur, une auto-stoppeuse prostituée, une jeune mariée abandonnée, son exigeant jeune fils, et d’autres. Ce modèle de réalisation a été salué par un certain nombre de critiques de film professionnels tels A. O. Scott. Scott a écrit dans le New York Times que Kiarostami, « en plus d’être peut-être le réalisateur de cinéma iranien le plus admiré au monde durant la dernière décennie, est également parmi les maîtres mondiaux du cinéma des véhicules à moteur… Il conçoit l’automobile comme un lieu de réflexion, d’observation et, surtout, de conversation. »
En 2003, Kiarostami dirige Five, un long métrage poétique sans dialogue ni personnages. Il se compose de cinq longues prises de vue de la nature, prises en continu avec une caméra manuelle au format Digital Video, le long des rivages de la mer Caspienne. Bien que le film manque d’un scénario clair, Geoff Andrew dit du film qu’il est « plus que juste de jolies images […] ; réunies dans l’ordre, elles contiennent une sorte de trajectoire narrative abstraite et/ou émotionnelle, qui oscille entre la séparation et la solitude et la communauté, entre le mouvement et le repos, entre le quasi-silence et le bruit et les chants, entre la lumière et l’obscurité puis à nouveau la lumière, finissant sur une note de renaissance et de régénération. » Plus loin, Andrew signale le degré d’artifice caché derrière l’apparente simplicité du langage figuré.
En 2004, Kiarostami produit 10 on Ten, un documentaire à épisodes. Dans cette œuvre, Kiarostami explique en dix leçons comment réaliser un film pendant qu’il conduit sur les lieux de tournage de ses anciens films. Le film est réalisé en Digital Video avec une caméra fixe montée à l’intérieur d’une automobile, réminiscence du Goût de la cerise et de Ten.
En 2005 - 2006, il dirige Les Routes de Kiarostami, un court documentaire de 32 minutes qui incite à la réflexion sur le pouvoir du paysage, combinant d’austères images en noir et blanc avec des vues poétiques, mêlant la musique avec les thèmes politiques.
L’un des derniers film de Kiarostami est Tickets (2005) dirigé en collaboration avec Ken Loach et Ermanno Olmi. Il aborde le sujet des influences réciproques entre personnes, dans les transports en commun et dans la rue, et la vie quotidienne.
Abbas Kiarostami continue toujours, parallèlement à son activité cinématographique, à photographier l’Iran, l’une de ses plus grandes passions, et à exposer ses œuvres. Il crée aussi des structures diverses comme à la Biennale de Venise en 2001.
Kiarostami apparaît fréquemment portant des lunettes à verre fumé ou des lunettes de soleil, qu’il porte pour motifs médicaux.

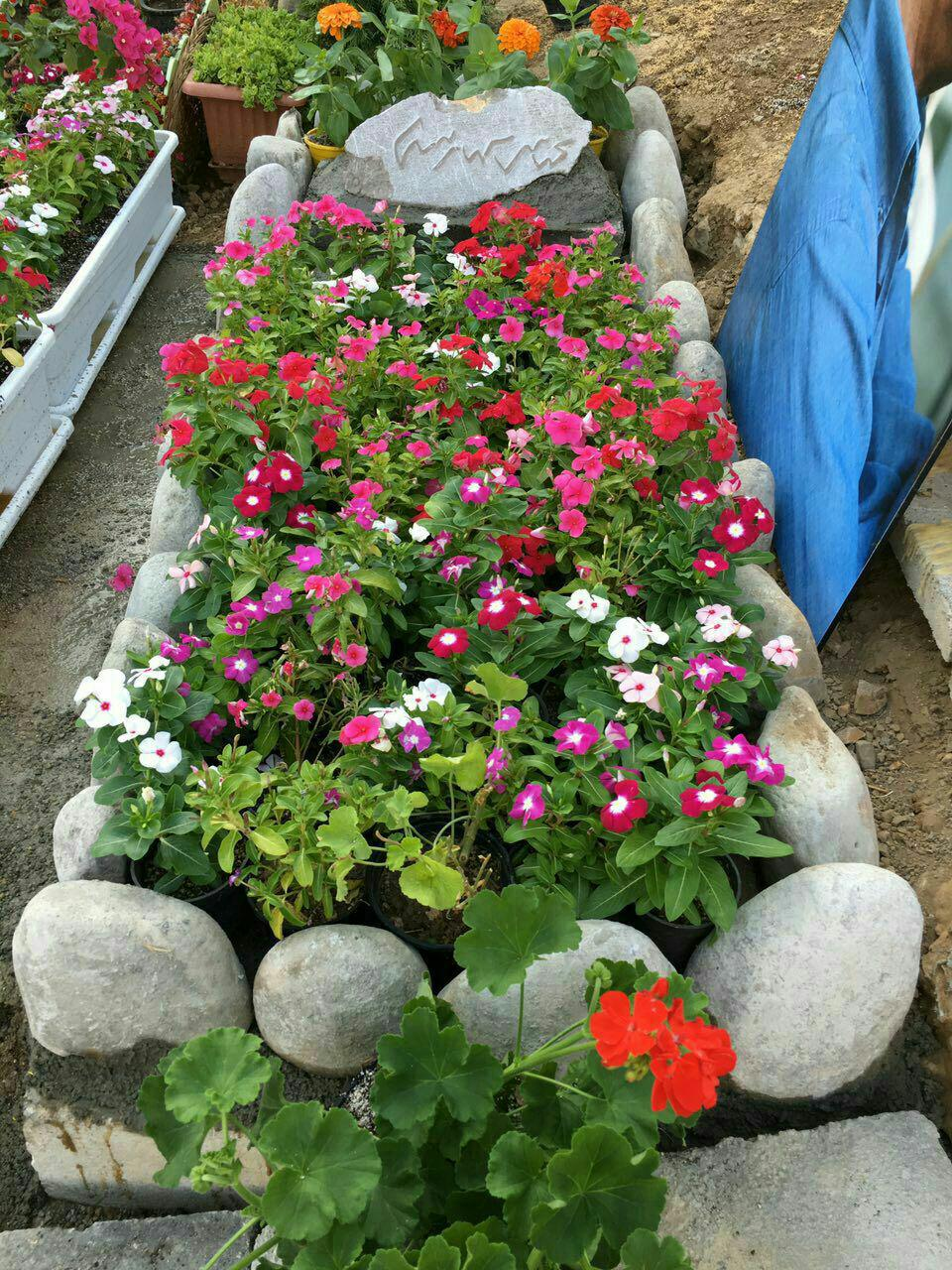
Tombe d'Abbas Kiarostami à Lavassan.

En 2010 est présenté pour la première fois au festival de Cannes Copie conforme, mettant en vedette Juliette Binoche et William Shimell. Coproduction franco-italo-belge, Copie conforme nous transporte en Toscane et se laisse entendre en trois langues, soit l’anglais, l’italien et le français. Sa particularité tient au jeu interprétatif qu’il propose. Abordé de manière chronologique, le film laisse supposer la rencontre d’une antiquaire d’origine française établie à Arezzo en Italie et d’un critique d’art britannique, venu en Toscane pour faire la promotion de son livre. À rebours, la trame narrative permet aussi bien de penser que l'auteur d'un ouvrage sur la notion de copie en art passe une journée à Lucignano avec son épouse, ou qu'il s'ajuste au jeu provocateur d'une femme pleine de désirs. Ce premier film du réalisateur iranien tourné dans une autre langue que le persan obtient une excellente réception critique (prix d'interprétation féminine du festival de Cannes pour Juliette Binoche, prix de la jeunesse du festival de Cannes) qui lui permettra de poursuivre sa carrière internationale.
En 2012, Kiarostami dirige Like Someone in Love, une production franco-japonaise. Le film sera présenté pour la première fois au festival de Cannes la même année. En 2015, il prépare un nouveau film, produit par MK2, qui doit être tourné en Chine. La maquette préparatoire de ce film a été tournée.

Jean-Luc Godard aurait dit de lui : 

« Le cinéma commence avec D.W. Griffith et prend fin avec Abbas Kiarostami. »

### Décès
Samedi 2 avril 2016, une agence de presse iranienne (ISNA) annonce que Abbas Kiarostami souffre d'un cancer du système gastro-intestinal. Il meurt le 4 juillet 2016, à l'âge de 76 ans dans le 14e arrondissement de Paris, des suites de cette maladie.

## Style cinématographique

### Affranchissement des cadres traditionnels
Bien que Kiarostami soit comparé à Satyajit Ray, à Vittorio De Sica, à Éric Rohmer et à Jacques Tati, ses films présentent un modèle singulier, mobilisant des techniques de son invention.
Pendant le tournage du film Le Pain et la Rue en 1970, Kiarostami est en désaccord avec son directeur de la photographie à propos de la scène de l’attaque du chien : celui-ci désire des prises de vues séparées du garçon s’approchant, un plan de sa main lorsqu’il entre dans la maison et ferme la porte, puis une prise de vue du chien ; Kiarostami pense quant à lui que si les trois scènes pouvaient être filmées ensemble, cela produirait un effet plus sûr et ajouterait de la tension à la situation. Cette seule scène nécessita près de quarante jours de réalisation, jusqu’à ce que Kiarostami soit totalement satisfait de la scène. Plus tard, Abbas commente cela en disant que la rupture des scènes peut perturber le rythme et le contenu de la structure du film et qu’il a préféré laisser la scène se dérouler d’elle-même.
Contrairement à d’autres réalisateurs, Kiarostami ne montre aucun intérêt pour la mise en scène de séquences extravagantes de combat ou des scènes trépidantes de poursuite dans des productions de grande envergure. À l’inverse, il essaye d’adapter les moyens du film à ses propres exigences. Kiarostami semble avoir mis son style au point avec la trilogie de Koker, qui inclut une myriade de références à sa propre production cinématographique, en reliant les thèmes communs et la matière des sujets entre les différents films. Stephen Bransford constate que les films de Kiarostami ne contiennent pas de références au travail d’autres metteurs en scène, mais sont agencés de telle façon qu’ils soient leur propre référencement. Bransford estime que ses films sont souvent modelés avec une dialectique continue, un film étant l’écho d’un précédent et le démystifiant partiellement.
Kiarostami teste de nouveaux modes de tournage, utilisant des méthodes et techniques de réalisation différentes. Une grande partie de Ten, par exemple, est filmée dans une automobile en mouvement dans laquelle Kiarostami n’est pas présent. Une caméra placée sur le tableau de bord les filme tandis qu’ils conduisent à travers Téhéran,. La caméra peut pivoter, prenant les visages des personnages pendant leurs actions, en effectuant une série de plans extrêmement rapprochés. Ten est une expérience qui recourt à l’utilisation de caméras numériques pour éliminer virtuellement le réalisateur. Cette nouvelle orientation vers un cinéma micro-numérique est définie comme une pratique de réalisation à micro-budget liée à une base de production numérique.
L’œuvre de Kiarostami introduit une définition différente du mot « film ». Selon plusieurs professeurs de cinéma tels que Jamsheed Akrami de l’université William Paterson, Kiarostami essaie systématiquement de redéfinir le film en oubliant la complète transparence et en contraignant le spectateur à une participation accrue. Depuis le début des années 2000, il diminue progressivement la longueur de ses films, ce qui, selon Akrami, ramène l’expérience de la réalisation d’une préoccupation collective vers une forme plus pure et plus fondamentale d’expression artistique.

### Combinaison de la fiction et du réalisme
Les films de Kiarostami comportent un degré notable d’ambiguïté, un mélange original de simplicité et de complexité, et allient souvent fiction et éléments documentaires. Kiarostami affirme : « Nous ne pouvons jamais nous approcher de la vérité sauf en mentant,. »
La frontière entre fiction et non-fiction est sensiblement réduite dans son cinéma. Le philosophe français Jean-Luc Nancy, écrivant au sujet de Kiarostami, et plus particulièrement de son film Et la vie continue, prétend que ses films ne sont ni tout à fait de la fiction ni tout à fait du documentaire. Et la vie continue, écrit-il, n’est ni représentation ni reportage, mais plutôt « évidence » :

« Il ressemble totalement à un reportage, mais tout indique à l'évidence que c'est la fiction d'un documentaire (en fait, Kiarostami a réalisé le film plusieurs mois après le tremblement de terre), et que c'est plutôt un document au sujet de la "fiction" : pas dans le sens d'imaginer l'irréel mais dans le sens très spécifique et précis de la technique, de l'"art" de construire des images. Pour l'image au moyen de laquelle, chaque fois, chacun ouvre un monde et s'y précède n'est pas donnée toute faite (comme le sont celles des rêves, des fantasmes ou des mauvais films) : elle doit être inventée, coupée et montée. Ainsi c'est "évidence", en ce sens que s'il m'arrive un jour de "regarder" la rue que je monte et descends dix fois un jour, je construis pendant un instant une nouvelle "évidence" de ma rue. »

Pour Jean-Luc Nancy, cette notion de cinéma en tant qu’« évidence », plutôt que comme documentaire ou œuvre d'imagination, est liée à la manière dont Kiarostami traite la vie et la mort :

« L'existence résiste à l'indifférence de la vie et la mort, elle vit au-delà de la "vie" mécanique, c'est toujours son propre deuil et sa propre joie. Elle devient figure, image. Elle ne devient pas aliénée dans des images, mais elle est présentée là : les images sont l'évidence de son existence, l'objectivité de son affirmation. Cette pensée — qui, pour moi, est la pensée même de ce film [Et la vie continue] — est une pensée difficile, peut-être la plus difficile. C'est une pensée lente, toujours en cours, égrenant un chemin de façon que le chemin lui-même devienne pensée. C'est cela qui égrène des images de sorte que les images deviennent cette pensée, de sorte qu'elles deviennent l'évidence de cette pensée — et pas afin de la "représenter". »

En d’autres termes, en voulant faire plus que simplement représenter la vie et la mort comme des forces opposées ou, plutôt, pour illustrer la manière dont chaque élément de la nature est dialectiquement lié à l’autre, Kiarostami conçoit un cinéma qui fait plus que présenter au spectateur les seuls « faits », mais ce n’est pas non plus simplement une question d’artifices. Puisque l’« existence » signifie plus que simplement la vie, elle est projective, contenant un élément irrémédiablement fictif, mais dans ce « être plus que » la vie, elle est aussi contaminée par le caractère mortel. Nancy éclaire, par d’autres termes, l’interprétation de l’affirmation de Kiarostami soulignant que le mensonge est le seul chemin vers la vérité,.
Emmanuel Burdeau, dans les Cahiers du cinéma, découvre, dans cette préséance de la fiction sur la réalité, et, dans certaines mises en scène du Goût de la cerise, une machinerie narrative kafkaïenne, permettant à l'auteur de montrer une fonction paradoxale, mais primordiale, de la croyance par rapport à la réalité (de même que, dans ce film, la possibilité du suicide conditionne positivement la liberté de vivre, selon Kiarostami) :

« Cela ne nous servirait donc à rien de savoir ce qui a pu pousser M. Badii à vouloir mourir, puisque tout cela n'est pas une affaire de motivation mais de croyance : pour que M. Badii meure, il faut d'abord que quelqu'un le croie suffisamment pour dire oui ; [...] Telle est la logique étrangement contournée des personnages kiarostamiens : seule la fiction rend possible la réalité, seule la fiction la rend obligatoire. De même que dans Le Procès la preuve de la culpabilité [...] tient tout entière dans le fait qu'un procès ait été instruit (donc que des gens y croient dur comme fer), de même chez Kiarostami, et pas seulement dans Le Goût de la cerise, il faut toujours passer par une construction, imaginaire ou fictionnelle, pour arriver à une réalité. »

### Thématique vie/mort
Les thèmes de la vie et de la mort et les concepts de changement et de continuité jouent un rôle important dans le travail de Kiarostami. Ils sont au cœur de la trilogie de Koker : illustration des conséquences du désastre du tremblement de terre de Téhéran en 1990, ils représentent une opposition continue entre les forces de la vie et la mort et la puissance de la résilience humaine pour surmonter et défier la destruction.
Cependant, à l’opposé des films de Koker qui communiquent une soif instinctive pour la survie, Le Goût de la cerise explore également la fragilité de la vie et se concentre de façon rhétorique sur son caractère précieux : la thématique du suicide, plutôt qu'un rejet ou une négation de la vie, permet de mettre en scène l'ambivalence du désir de vivre.
Les symboles de la mort abondent dans Le vent nous emportera : le décor du cimetière, l’imminence du trépas de la vieille femme, les ancêtres que le personnage de Farzad cite au début du film. De tels dispositifs incitent le spectateur à prendre en considération les paramètres de la vie après la mort et de l’existence immatérielle. Le spectateur est invité à examiner ce qui constitue l’âme et ce qui lui arrive après la mort. À propos du film, Kiarostami affirme qu’il est plus celui qui pose des questions que celui qui y répond.
Quelques critiques de film pensent que la juxtaposition de la lumière et de scènes sombres dans la grammaire cinématographique de Kiarostami, comme dans Le Goût de la cerise et dans Le vent nous emportera, suggèrent la coexistence, dans ses films, de la vie avec ses infinies possibilités et de la mort comme moment factuel de la vie de quiconque.

### Techniques narratives audacieuses
Le style de Kiarostami est remarquable par l’utilisation de longues prises de vues panoramiques comme dans les scènes finales de Et la vie continue et Au travers des oliviers. Dans de telles scènes, le spectateur est intentionnellement éloigné physiquement des personnages afin d’enclencher sa réflexion sur leur destin. Le Goût de la cerise est entièrement parsemé de prises de vues de cette sorte, y compris de prises aériennes éloignées de la voiture de Badii le suicidaire qui se déplace dans les collines et qui converse avec un passager. Les techniques d’éloignement visuel consistent en la juxtaposition du bruit et du dialogue qui reste toujours au premier plan. Comme la coexistence de l’espace privé et public, ou les cadrages fréquents de paysages par des fenêtres de voiture, cette fusion de la distance et de la proximité peut être vue comme une façon de créer du suspense dans les moments les plus anodins.
Cette composition de la distance et de l’intime, du langage figuré et du bruit, est également présente dans la scène initiale de Le vent nous emportera. Michael J. Anderson prétend qu’une telle application thématique de ce concept central de la présence sans présence, en employant de telles techniques et en se rapportant souvent aux personnages que le spectateur ne voit pas, — et parfois, n’entend pas directement — affecte la nature et le concept de l’espace dans le cadre géographique dans lequel le monde est dépeint. L’utilisation par Kiarostami du bruit et du langage figuré sous-tend un monde au-delà de ce qui est directement évident et/ou audible. Selon les idées d’Anderson, tout cela accroît l’interconnexion et le rétrécissement du temps et de l’espace dans le monde moderne des télécommunications.
D’autres commentateurs, tels que le critique de cinéma Ben Zipper, pensent que le travail de Kiarostami en tant qu’artiste paysager est évident dans ses prises de vues éloignées. Il a effectivement composé des paysages de collines asséchées dans un certain nombre de ses films.

### Expression de la poésie
Ahmad Karimi-Hakkak, de l’université du Maryland, argue du fait que l’un des aspects du style cinématographique de Kiarostami est qu’il est capable de capter l’essence de la poésie persane et de créer le langage figuré poétique à l’intérieur même du décor de ses films. Dans plusieurs films de Kiarostami tels que Où est la maison de mon ami ? et Le vent nous emportera, la poésie persane classique est directement citée dans le film, ce qui accentue le lien artistique et la connexion entre poésie et images. Ceci, à son tour, se répercute sur le rapprochement entre le passé et présent, entre la continuité et le changement.
Les personnages récitent principalement des poèmes du poète persan classique Omar Khayyam ou de poètes persans modernes tels que Sohrab Sepehri et Furough Farrokhzad. Une scène dans Le vent nous emportera comporte une longue prise de vue d’un champ de blé dont la surface ondule sous le soleil et au sein duquel le docteur, accompagné par le réalisateur de film, conduit son scooter sur une route en lacets. En réponse au commentaire que l’autre monde est un endroit meilleur que celui-ci, le docteur récite ce poème de Khayyam :
| Ils promettent des houris dans les cieux Mais je dirais que le vin est meilleur Préférez le présent aux promesses C'est de loin que le son du tambour parait mélodieux | گویند کسان بهشت با حور خوش است من میگویم که آب انگور خوش است این نقد بگیر و دست از آن نسیه بشوی کاواز دهل شنیدن از دور خوش است |

Cependant, la valorisation de l’esthétique et de la poésie remonte plus loin dans le passé et est mise en œuvre beaucoup plus subtilement que ces exemples ne le suggèrent. Au-delà de l’adaptation concrète du texte aux besoins du film, Kiarostami commence souvent, ostensiblement, par fournir une métaphore visuelle de certaines techniques spécifiques de montage dans la poésie persane, classique ou moderne. Ceci se traduit par l’annonce incontournable d’une attitude philosophique élargie, à savoir l’unité ontologique de la poésie et du film.
Sima Daad, de l’Université de Washington, pense que le mérite des adaptations de Kiarostami des poèmes de Sohrab Sepehri et de Furough Farrokhzad est d’étendre le domaine de la transposition textuelle. L’adaptation se définit comme la transformation d’un texte initial en un nouveau. Sima Daad affirme que « l’adaptation de Kiarostami parvient au royaume théorique de l’adaptation en étendant sa limite du potentiel inter-textuel au potentiel trans-générique ».

### Dimension spirituelle
Les films de Kiarostami explorent souvent des concepts immatériels comme l’âme et l’« après la vie ». Parfois, cependant, le concept même du spirituel semble être contredit par le moyen d’expression lui-même, étant donné qu’il n’a aucun moyen propre à communiquer des considérations métaphysiques. Quelques théoriciens cinématographiques ont prétendu que Le vent nous emportera fournit un modèle au moyen duquel un réalisateur de cinéma peut communiquer la réalité métaphysique. Les limites du cadre, la représentation matérielle d’un espace dans le dialogue avec un personnage qui n’est pas présent, deviennent, physiquement, des métaphores pour la relation entre ce monde et ceux qui peuvent exister en dehors de lui. En limitant l’espace de la mise en scène, Kiarostami agrandit l’espace de l’art.
Le « complexe » son-images de Kiarostami et son approche philosophique ont conduit à de fréquentes comparaisons avec les réalisateurs « mystiques » tels qu’Andreï Tarkovski et Robert Bresson. Indépendamment des différences culturelles substantielles, beaucoup d’occidentaux écrivant au sujet de Kiarostami le situent comme l’équivalent iranien de tels réalisateurs, en raison de son universelle poésie « spirituelle » austère et de son engagement moral. Certains font un parallèle entre le langage figuré des films de Kiarostami et celui des concepts du soufisme.
Des points de vue différents surgissent au sujet de cette conclusion. Alors que des auteurs de langue anglaise — comme David Sterritt — et le professeur de cinéma, l’Espagnol Alberto Elena, interprètent les films de Kiarostami comme des ouvrages de spiritualité, d’autres critiques dont David Walsh (en) et Hamish Ford minimisent le rôle de celle-ci dans ses films,,.

### Encadrement de la spontanéité
Abbas Kiarostami utilise souvent dans ses films des acteurs qui n’ont encore jamais tourné ou qui ne sont pas des professionnels accomplis. Ces personnes ne savent pas ce qu’elles doivent faire ni comment faire ressortir une émotion. Pendant le tournage du Goût de la cerise, les acteurs ne se sont jamais vus. Ils parlaient face à une caméra dirigée par Kiarostami lui-même, et c’est grâce au montage que l’on croit que les personnages communiquent vraiment. Pour les faire parler ou jouer, selon ses désirs, Kiarostami démarrait la caméra sans qu’ils le sachent et il leur posait des questions tout en progressant dans le scénario. Selon lui, les acteurs étaient ainsi saisis in vivo et le réalisateur obtenait ainsi ce qu’il voulait.
Kiarostami décrit sa manière de tourner par une citation du poète Mawlana Djalâl ad-Dîn Rûmî, mort en 1273 :

« Tu es ma balle de polo poursuivie par ma crosse. Je cours sans cesse pour te suivre bien que ce soit moi qui te pourchasse. »

Il veut ainsi exprimer que ce n’est pas le réalisateur qui dirige un film, mais l’acteur qui conduit le réalisateur.
Dans Ten, c’est une caméra fixe qui est utilisée — à la manière de Robert Bresson — mais avec un arrière-plan qui n’est pas fixe puisque la scène est tournée dans une voiture. Selon Kiarostami, il est plus facile pour un amateur d’y parler, n’étant pas en face d’un autre interlocuteur. Le silence y est aussi significatif.
Lors du tournage de 10 minutes plus vieux, par exemple, Kiarostami désirait que les acteurs soient vêtus de leurs propres habits, avec leurs maquillages personnels, pour se sentir à l’aise durant le tournage. De plus, les acteurs non-professionnels ne voient pas la caméra. Ainsi, simplement, ils arrivent à ressentir l’émotion souhaitée, le caractère de leur personnage, et à jouer sans timidité.

## Œuvre poétique et photographique
Abbas Kiarostami — de même que Ridley Scott, Jean Cocteau, Pier Paolo Pasolini, Derek Jarman, et Gulzar — appartient à une tradition de réalisateurs dont l’expression artistique n’est pas limitée à un média : ils sont capables d’utiliser d’autres formes d’expression, comme la poésie, la scénographie, la peinture ou la photographie pour faire partager leur interprétation du monde contemporain, et pour donner formes à leur compréhension de nos préoccupations et de nos identités.
En 2002 chez P.O.L., Kiarostami publie Avec le vent (Hamrāh bā bād), un recueil de plus de deux-cents de ses poèmes. Ses œuvres photographiques comprennent Untitled Photographs (Photographies sans titres), un ensemble d’une trentaine de photos, principalement de paysages enneigés, prises à Téhéran entre 1978 et 2003. Il publie un autre recueil de poèmes en 1999,.
Les éditions Erès ont publié dans la collection "Po&psy" en juin 2014 le volume Des milliers d'arbres solitaires qui comprend les trois recueils Sept heures moins sept (haft daqiqé mândé be haft) Avec le vent (hamrâh bâ bâd) et Un loup aux aguets (gorgi dar kamin). Cette édition constitue l'œuvre poétique complète d'Abbas Kiarostami, en version bilingue persan / français. Ce volume a été présenté au public français en juillet 2014 par Kiarostami lui-même lors du Festival de poésie de Lodève "Voix de la Méditerranée" dont il était l'invité d'honneur.
Outre les recueils de poésie personnelle, Abbas Kiarostami s'est livré à un travail de réécriture et d'anthologie à partir des poètes du panthéon classique et moderne tels que Rûmi, Hâfez, Saadi ou Nimâ Yushij. On citera à cet égard âtash dar bâd, travail de sélection et de réécriture du Divan de Rûmi. Un seul de ces recueils - à partir de l'œuvre de Saadi - a fait l'objet d'une traduction, partielle, en français, qui paraît en mars 2020 Saadi ivre d'amour.
Riccardo Zipoli, de l’Université « Ca' Foscari » de Venise, a examiné certains aspects des relations et des interconnexions entre les poèmes et les films de Kiarostami. Son analyse met en avant les similitudes dans le traitement des thèmes dans les films et les poèmes de l’artiste, de même que Jean-Michel Frodon, repérant la sensibilité d'un cinéaste authentique dans ses poèmes, les qualifie d'« haïkus visuels ».
La poésie de Kiarostami rappelle celle des derniers poèmes sur la nature du poète-peintre iranien, Sohrab Sepehri. L’allusion succincte à des vérités philosophiques sans besoin de problématique, le ton neutre de la voix poétique, et la structure de la poésie — absence de pronoms personnels, d’adverbes, appui sur les adjectifs — ainsi que les vers du poème contenant un kigo (« mot de saison ») donnent à sa poésie des caractéristiques de haïkus,.

## Filmographie
Après avoir tourné plus de quarante longs et courts métrages, Abbas Kiarostami a su s’imposer dans le monde du cinéma. Dans ses œuvres, plusieurs thèmes prédominent comme la vie et la mort. Son univers est sombre, parfois noir, mais les images restent toujours poétiques et sensuelles.
| Année | Titre français                     | Titre original                                         | Activité (s)                                   | Métrage | Durée       |
| ----- | ---------------------------------- | ------------------------------------------------------ | ---------------------------------------------- | ------- | ----------- |
| 1970  | Le Pain et la Rue                  | Nān va koutcheh                                        | Réalisation et scénario                        | Court   | 10 minutes  |
| 1972  | La Récréation                      | Zang-e tafrih                                          | Réalisation et scénario                        | Court   |             |
| 1973  | Experience                         | Tadjrebeh                                              | Réalisation, scénario et montage               | Long    | 60 minutes  |
| 1974  | Le Passager                        | Mosāfer                                                | Réalisation et scénario                        | Long    | 70 minutes  |
| 1975  | Moi aussi je peux                  | Man ham mitounam                                       | Réalisation, scénario et montage               | Court   | 4 minutes   |
| 1975  | Deux Solutions pour un problème    | Dow rāhehal baraye yek massaleh                        | Réalisation, scénario et montage               | Court   | 5 minutes   |
| 1976  | Couleurs                           | Ranghā                                                 | Réalisation, scénario et montage               | Court   | 15 minutes  |
| 1976  | Le Costume de mariage              | Lebāssi barāye aroussi                                 | Réalisation, scénario et montage               | (MM)    | 57 minutes  |
| 1977  | Comment utiliser son temps libre ? | Az oghat-e farāghat-e khod chegouneh estefādeh konim ? | Réalisation et scénario                        | Court   | 17 minutes  |
| 1977  | Le Rapport                         | Gozāresh                                               | Réalisation et scénario                        | Long    | 112 minutes |
| 1977  | Hommage aux professeurs            | Bozorgdasht-e mo’allem                                 | Réalisation et scénario                        | Court   | 20 minutes  |
| 1978  | Solution                           | Rah-e hal                                              | Réalisation, scénario et montage               | Court   | 12 minutes  |
| 1979  | Cas numéro un, cas numéro deux     | Ghazieh-e shekl-e avval, ghazieh-e shekl-e dovvom      | Réalisation, scénario et montage               | Long    | 53 minutes  |
| 1980  | La Rage de dents                   | Dandān dard                                            | Réalisation, scénario et montage               | Court   | 26 minutes  |
| 1981  | Avec ou sans ordre                 | Be tartib yā bedun-e tartib                            | Réalisation, scénario et montage               | Court   | 15 minutes  |
| 1982  | Le Chœur                           | Hamsarayān                                             | Réalisation, scénario et montage               | Court   | 17 minutes  |
| 1983  | Le Concitoyen                      | Hamshahri                                              | Réalisation, scénario et montage               | Long    | 52 minutes  |
| 1984  | Les Premiers                       | Avvalihā                                               | Réalisation, scénario et montage               | Long    | 84 minutes  |
| 1984  | Fear and Suspicion                 | Tars Va Su-e Zan                                       | Réalisation                                    | Court   |             |
| 1987  | Où est la maison de mon ami ?      | Khāneh-ye doust kodjāst ?                              | Réalisation, scénario et montage               | Long    | 83 minutes  |
| 1987  | La Clé                             | Kelid                                                  | Scénario et montage                            | Long    | 85 minutes  |
| 1989  | Devoirs du soir                    | Mashgh-e Shab                                          | Réalisation, scénario et montage               | Long    | 86 minutes  |
| 1990  | Close-up                           | Nema-ye Nazdik                                         | Réalisation, scénario et montage               | Long    | 100 minutes |
| 1991  | Et la vie continue                 | Zendegi va digar hich                                  | Réalisation et scénario                        | Long    | 95 minutes  |
| 1993  | Périple au pays des voyageurs      | Safari be Diar-e Mosafer                               | Scénario                                       | Long    |             |
| 1994  | Au travers des oliviers            | Zir-e derakhtān zeytoun                                | Réalisation, scénario et montage               | Long    | 103 minutes |
| 1994  | Le Voyage                          | Safar                                                  | Scénario                                       | Long    | 84 minutes  |
| 1995  | Le Ballon blanc                    | Bādkonak-e sefid                                       | Scénario                                       | Long    | 85 minutes  |
| 1995  | À propos de Nice, la suite         | -                                                      | Réalisation                                    | Long    | 100 minutes |
| 1997  | Le Goût de la cerise               | Ta’m-e gilās                                           | Réalisation, scénario et montage               | Long    | 95 minutes  |
| 1997  | Birth of Light                     | Tavalod-e Nur                                          | Réalisation                                    | Court   | 5 minutes   |
| 1999  | Le vent nous emportera             | Bād mā rā khāhad bord                                  | Réalisation, scénario et montage               | Long    | 118 minutes |
| 1999  | Willow and Wind                    | Beed-o baad                                            | Scénario                                       | Long    | 77 minutes  |
| 2001  | ABC Africa                         | -                                                      | Réalisation, scénario et montage               | Long    | 84 minutes  |
| 2002  | Ten                                | Dah                                                    | Réalisation, scénario, photographie et montage | Long    | 91 minutes  |
| 2002  | La Station désertée                | Istgah-Matrouk                                         | Scénario                                       | Long    | 88 minutes  |
| 2003  | Sang et Or                         | Talā-ye Sorkh                                          | Scénario                                       | Long    | 95 minutes  |
| 2003  | Five                               | Panj                                                   | Réalisation, scénario, photographie et montage | Long    | 74 minutes  |
| 2004  | 10 on Ten                          | 10 on ten                                              | Réalisation, scénario, photographie et montage | Long    | 88 minutes  |
| 2004  | Kakh-e Jahan-nama                  | -                                                      | Réalisation, scénario et montage               | Court   | 30 minutes  |
| 2005  | Tickets                            | -                                                      | Réalisation et scénario                        | Long    | 109 minutes |
| 2005  | TropiAbbas                         | -                                                      | Acteur                                         | Court   | 15 minutes  |
| 2006  | Les Routes de Kiarostami           | Roads of Kiarostami                                    | Réalisation, scénario, photographie et montage | Court   | 32 minutes  |
| 2006  | Kārgarān mashghul-e kārand         | Kargaran mashghoole karand                             | Scénario                                       | Long    | 75 minutes  |
| 2007  | Kojast jaye residan                | -                                                      | Réalisation et scénario                        | Court   | 32 minutes  |
| 2007  | Chacun son cinéma                  | -                                                      | Réalisation (segment)                          | Court   | 100 minutes |
| 2008  | Shirin                             | -                                                      | Réalisation et scénario                        | Long    | 92 minutes  |
| 2010  | Copie conforme                     | Roonevesht barabar asl ast                             | Réalisation et scénario                        | Long    | 106 minutes |
| 2012  | Like Someone in Love               | Like Someone in Love                                   | Réalisation et scénario                        | Long    | 109 minutes |
| 2017  | 24 Frames                          | 24 Frames                                              | Réalisation et scénario                        | Long    | 120 minutes |

## Publications
- Abbas Kiarostami et Saadi, Saadi ivre d'amour, trad. du persan par Amin Kamranzadeh, Franck Merger et Niloufar Sadighi, avec une photographie de Jacqueline Salmon, Toulouse, Erès, coll. "Po&psy", mars 2020 (à paraître). (Ce volume bilingue comprend un choix de 84 poèmes tirés de l'ouvrage Saadi az dasté khishtan faryâd, Téhéran, 2007.)
- Abbas Kiarostami, Des milliers d'arbres solitaires, trad. du persan par Tayebeh Hashemi, Jean-Restom Nasser, Niloufar Sadighi et Franck Merger, avec des collages de Mehdi Moutashar, Toulouse, Erès, coll. "Po&psy", 2014 et 2019 (seconde édition), 836 p. (Ce volume bilingue comprend les trois recueils de l'auteur en écriture propre : Sept heures moins sept, Avec le vent et Un loup aux aguets)  (ISBN 978-2-7492-4137-1)
- Abbas Kiarostami (trad. Tayebeh Hashemi et Jean-Restom Nasser), Havres (version bilingue), Toulouse, Érès, coll. « Po&psy », 3 juin 2010, 88 p. (ISBN 978-2-7492-1223-4, lire en ligne)
- Abbas Kiarostami, Abbas Kiarostami. Textes, entretiens, filmographie complète., Paris, Cahiers du Cinéma Livres, coll. « Petite Bibliothèque », 24 octobre 1997, 143 p., Poche (ISBN 978-2-86642-196-0)
- (en) Abbas Kiarostami (trad. Ahmad Karimi-Hakkak et Michael Beard), Walking with the Wind. Poems by Abbas Kiarostami, Harvard Film Archive, 1er mars 2002, 240 p. (ISBN 978-0674-008441)édition bilingue
- Abbas Kiarostami, 10 (Ten), Paris, Cahiers du Cinema Livres, coll. « Petite Bibliothèque », 5 septembre 2002, 92 p., Poche (ISBN 978-2-86642-346-9)
- Abbas Kiarostami (trad. Nahal Tajadod et Jean-Claude Carrière), Avec le vent, Paris, P.O.L., coll. « Poésie Théâtre », 5 mai 2002, 242 p. (ISBN 978-2-86744-889-8)
- Abbas Kiarostami, Le vent nous emportera, Paris, Cahiers du Cinema Livres, coll. « Petite Bibliothèque », 5 septembre 2002, 95 p., Poche (ISBN 978-2-86642-347-6)
- Abbas Kiarostami, La Lettre du Cinéma, no 4, Paris, P.O.L., coll. « Lettre de Cinéma », 12 décembre 1997, 96 p. (ISBN 978-2-86744-589-7)

## Notoriété

### Réception critique
Kiarostami reçoit d’innombrables louanges de par le monde, des spectateurs comme des critiques. En 1999, il est élu, sans équivoque, le plus important réalisateur des années 1990 par deux sondages de critiques internationaux. À sa mort, il est salué comme une figure majeure de l'histoire du cinéma — Jean-Michel Frodon écrit par exemple : « À la fin du XXe siècle, Kiarostami était le plus grand artiste de cinéma ». Quatre de ses films font partie des six premiers du sondage sur les meilleurs films des années 1990 de la cinémathèque Ontario.

Il est reconnu par des théoriciens du cinéma, des critiques, aussi bien que par ses pairs tels Jean-Luc Godard, Nanni Moretti (qui a fait un court-métrage au sujet de l’ouverture d’un des films de Kiarostami dans son théâtre à Rome), Chris Marker, Ray Carney (en) et Akira Kurosawa. Ce dernier a d’ailleurs dit à propos des films de Kiarostami : 

« Les mots ne peuvent pas décrire mes sentiments à leur sujet… Quand Satyajit Ray est décédé, j’ai été très déprimé. Mais après avoir vu les films de Kiarostami, j’ai remercié Dieu de nous avoir donné exactement la bonne personne pour prendre sa place,. »

Des directeurs encensés par la critique tels Martin Scorsese ont déclaré que « Kiarostami représente le niveau le plus élevé de l’art dans le cinéma. » En 2006, le panel de critiques du journal The Guardian a classé Kiarostami comme le meilleur réalisateur non-américain.
Néanmoins, des critiques tels Jonathan A. Rosenbaum disent qu’« il est incontestable que les films d’Abbas Kiarostami divisent les spectateurs — dans ce pays, dans son Iran natal et partout où ils sont projetés. » Rosenbaum argue du fait que les désaccords et la controverse au sujet des films de Kiarostami résultent de son style de réalisation. Ce que l'on considère à Hollywood comme de la narration descriptive de base est souvent absent des films de Kiarostami. Le placement de la caméra contrarie souvent les attentes des spectateurs ordinaires. Dans les séquences rapprochées de Et la vie continue et Au travers des oliviers, les spectateurs sont obligés d’imaginer les scènes manquantes. Dans Devoirs du soir et Close-Up, des parties de la bande son ont été masquées, ou insérées et abandonnées. Daniel Ross dit que la subtilité de la forme d’expression cinématographique de Kiarostami résiste à l’analyse critique.
Roger Ebert, quant à lui, n'hésite pas à conclure sa critique sur Le Goût de la cerise en disant que cela ne vaut pas la peine d'aller le voir.

Tandis que Kiarostami reçoit un accueil significatif en Europe pour plusieurs de ses films, le gouvernement iranien refuse d’autoriser la projection de ses films dans son Iran natal. Kiarostami répond : 

« Le gouvernement a décidé de ne pas montrer n’importe lequel de mes films pendant les dix dernières années… Je pense qu’ils ne comprennent pas mes films et que donc ils les empêchent ainsi d’être vus, au cas où il y aurait justement un message qu’ils ne veulent pas voir être transmis. »

Kiarostami a également fait face à l’opposition aux États-Unis. En 2002, on lui a refusé un visa pour assister au Festival international du film de New York à la suite des attentats du 11 septembre 2001,. Richard Peña, le directeur du festival qui l’avait invité, a dit : « C’est un signe terrible de ce qui arrive aujourd’hui dans mon pays que nul ne semble réaliser ou prendre en compte le genre de signal négatif que ceci adresse à l’ensemble du monde musulman. » Le réalisateur finlandais Aki Kaurismäki a boycotté le festival en signe de protestation. Kiarostami avait aussi été invité à l’occasion du festival par l’université de l’Ohio et l’université Harvard.

En 2005, la London Film School (École du cinéma de Londres) organise un festival sur l’œuvre de Kiarostami, intitulé Abbas Kiarostami : Visions of the Artist (« Visions de l’artiste »), ainsi qu’un atelier. Ben Gibson, directeur de l’école, dit : 

« Très peu de gens ont la clairvoyance créatrice et intellectuelle pour inventer le cinéma à partir de ses éléments les plus basiques, des fondations. Nous sommes très heureux d’avoir la chance de voir un maître comme Kiarostami qui pense les pieds sur terre. »

En 2007, le MoMA et le centre d’art contemporain PS1 de New York coorganisent un festival sur l’œuvre de Kiarostami, intitulé Abbas Kiarostami : Image Maker (« Réalisateur »). Les œuvres d'Abbas Kiarostami font régulièrement l'objet d'expositions ou de festivals, comme l'exposition Erice-Kiarostami organisée au centre national d'art et de culture Georges-Pompidou ou la rétrospective de ses œuvres cinématographiques à Nice en 2007. Kiarostami et son style cinématographique sont le sujet de plusieurs livres et de deux films, Il giorno della prima di Close-Up (1996, dirigé par Nanni Moretti) et Abbas Kiarostami : The Art of Living (« L’Art de la vie ») (2003, dirigé par Fergus Daly).

### Participation aux festivals
Abbas Kiarostami a été membre du jury de nombreux festivals, notamment de celui du festival de Cannes en 1993 et 2002. Il a aussi été président du jury de la Caméra d’or au festival de Cannes 2005. Parallèlement, il a présenté onze films, dont quatre en compétitions à Cannes.
On peut également citer quelques-unes de ses participations :
- Venise, 1985
- Locarno, 1990
- Cannes, 1993
- San Sébastian, 1996
- Karlovy Vary, 2000
- Cannes, 2002
- São Paulo, 2004
- Cannes, 2005
- Cannes, 2010
- Cannes, 2012

### Distinctions
Abbas Kiarostami est un réalisateur dont la renommée est mondiale. Participant à beaucoup de festivals internationaux de cinéma, il a remporté plus de soixante prix, comme la Palme d’or ou le prix Akira Kurosawa en 2000. Il remet d’ailleurs ce prix à Behrouz Vossoughi pour sa contribution au cinéma iranien. Voici la liste de la plupart de ses récompenses :
- Prix spécial du Jury pour Le pain et la rue au 5e festival international du film pour enfants et jeunes adultes de Téhéran, Iran, 1970
- Premier Prix dans la catégorie fiction pour Experience au 4e festival international du film Giffoni, Italie, 1974
- Grand prix du jury pour Le Passager au 9e festival international du film pour enfants et jeunes adultes de Téhéran, Iran, 1974
- Prix National de la télévision pour Le Passager au 9e festival international du film pour enfants et jeunes adultes de Téhéran, Iran, 1974
- Diplôme spécial des critiques pour Le Costume de mariage au 11e festival international du film pour enfants et jeunes adultes de Téhéran, Iran, 1976
- Premier prix pour Deux solutions pour un problème au festival international du film éducatif de Mexico, 1976
- Diplôme d’honneur pour Le Costume de mariage au 10e Festival international du film de Moscou, URSS, 1977
- Prix du meilleur film pour Cas numéro un, cas numéro deux au festival iranien des films pour enfants et jeunes adultes, 1979
- Plaque d’or du meilleur court métrage pour Le Chœur au 2e Festival international du film Fajr, Téhéran, 1984
- Prix spécial du jury pour Les Premiers au 4e Festival international du film Fajr, Téhéran, 1986
- Plaque d’or du meilleur réalisateur pour Où est la maison de mon ami ? au 5e Festival international du film Fajr, Téhéran, 1987
- Prix spécial du jury pour Où est la maison de mon ami ? au 5e Festival international du film Fajr, Téhéran, 1987
- Léopard de Bronze pour Où est la maison de mon ami ? au 42e Festival international du film de Locarno, Suisse, 1989
- Mention spéciale FIPRESCI pour Où est la maison de mon ami ? au 42e Festival international du film de Locarno, Suisse, 1989
- Prix de la confédération internationale des cinéma d’art pour Où est la maison de mon ami ? au 42e Festival international du film de Locarno, Suisse, 1989
- Mention spéciale du jury œcuménique pour Où est la maison de mon ami ? au 42e Festival international du film de Locarno, Suisse, 1989
- Prix Barclay du jury pour Où est la maison de mon ami ? au 42e Festival international du film de Locarno, Suisse, 1989
- Prix de la confédération internationale des cinéma d’art pour Où est la maison de mon ami ? au RCC, France, 1989
- Prix spécial du jury pour Close-up au 8e Festival international du film Fajr, Téhéran, 1990
- Silver R pour Close-up au 3e festival internation du film de Rimini, Italie, 1990
- Prix du meilleur film pour Où est la maison de mon ami ? au festival international du film des archives nationales du film de Belgique, 1990.
- Prix de l’association des critiques du Québec pour Close-up au 19e Festival international de Montréal pour le nouveau cinéma et la vidéo, Canada, 1990
- Prix du meilleur réalisateur pour Close-up au 5e Festival international du film de Dunkerque, France, 1991
- Prix de la presse pour Close-up au 5e Festival international du film de Dunkerque, France, 1991
- Prix de la ville de Dunkerque pour Close-up au 5e Festival international du film de Dunkerque, France, 1991
- Prix des étudiants en film pour Close-up au 5e Festival international du film de Dunkerque, France, 1991
- Récompense CINEKID pour Où est la maison de mon ami ? au 5e Festival International des films d’enfants CINEKID, Amsterdam, Hollande, 1992
- Prix FIPRESCI pour Close-up au 11e Festival international du film d’Istanbul, Turquie, 1992
- Prix Roberto Rossellini pour la carrière d’Abbas Kiarostami au 45e Festival de Cannes, France, 1992
- Prix du meilleur film dans la catégorie Un certain regard pour Et la vie continue au 45e Festival de Cannes, France, 1992
- Prix Ciné Découvertes pour Et la vie continue de l’association des distributeurs de films belges, 1992
- Récompense François Truffaut pour la carrière cinématographique d’Abbas Kiarostami au 23e Festival international du film de Giffoni, Italie, 1993
- Prix de la ville de Rimini pour la carrière cinématographique d’Abbas Kiarostami au 6e Festival international du film de Rimini, Italie, 1993
- Prix spécial du festival pour la carrière cinématographique d’Abbas Kiarostami au 6e Festival international du film de Rimini, Italie, 1993
- Prix spécial des critiques pour Et la vie continue au 17e Mostra de cinéma de São Paulo, Brésil, 1993
- Golden Spike pour la carrière cinématographique d’Abbas Kiarostami au 38e Festival international du film de Valladolid, Espagne, 1993
- Hugo d’argent pour Au travers des oliviers au 30e Festival international du film de Chicago, États-Unis, 1994
- Golden Spike pour Au travers des oliviers au 39e Festival international du film de Valladolid, Espagne, 1994
- Prix spécial des critiques pour Au travers des oliviers au 18e Mostra de cinéma de São Paulo, Brésil, 1994
- Prix du meilleur réalisateur pour Au travers des oliviers au 8e Festival international du film de Singapour, 1995
- Récompense de la rose d’or du meilleur film pour Au travers des oliviers aux 13e rencontres du film de Bergame, Italie, 1995
- Récompense pour le meilleur film pour Où est la maison de mon ami ? au Festival estival du film de Rome, Italie, 1995
- Prix de la troisième meilleur audience de film pour Au travers des oliviers au 44e Festival international du film de Melbourne, Australie, 1995
- Prix Pier Paolo Pasolini pour la carrière d’Abbas Kiarostami, remis par la fondation Pier Paolo Pasolini, Rome, Italie, 1995
- Réalisateur de l’année, the Variety International Film Guide, 1996
- Insignes d’Officier de la Légion d’Honneur remis par le ministère de la culture, France, 1996
- Palme d’Or pour Le Goût de la cerise au 50e Festival de Cannes, France, 1997
- Prix spécial de la fête du cinéma remis à Abbas Kiarostami à l’occasion de la 2e fête du cinéma, Téhéran, 1997
- Prix spécial du festival pour la carrière cinématogrpahique d’Abbas Kiarostami au 22e Festival international du film de Giffoni, Italie, 1997
- Récompense en la mémoire de Vittorio De Sica pour la carrière cinématogrpahique d’Abbas Kiarostami remis par la fondation Vittorio De Sica, Italie, 1997
- Médaille d’or Federico Fellini, venant récompenser la carrière cinématographique d’Abbas Kiarostami, UNESCO, France, 1997
- Le Goût de la cerise, meilleur film de l’année selon Time Magazine en 1997
- Le Goût de la cerise, meilleur film étranger de l’année selon la société des critiques de film de Boston, États-Unis, 1998
- Le Goût de la cerise, meilleur film étranger de l’année selon la société nationale des critiques de film, États-Unis, 1998
- Prix spécial des Maîtres remis à Abbas Kiarostami au 18e Festival international du film d’Istanbul, Turquie, 1999
- Prix spécial du Jury pour Le vent nous emportera au 56e Festival international du film de Venise, Italie, 1999
- Prix FIPRESCI pour Le vent nous emportera au 56e Festival international du film de Venise, Italie, 1999
- Prix de la jeunesse pour le cinéma futur pour Le vent nous emportera au 56e Festival international du film de Venise, Italie, 1999
- Plaque d’or du Panorama du cinéma européen pour la carrière cinématographique d’Abbas Kiarostami, Athènes, Grèce, 1999
- Prix spécial pour la carrière cinématographique d’Abbas Kiarostami au 21e Festival international du film méditerranéen de Montpellier, France, 1999
- Prix honoraire Alexandre d’or pour la carrière cinématographique d’Abbas Kiarostami au 40e Festival international du film de Thessalonique, Grèce, 1999
- Abbas Kiarostami est nommé en tant que « Most Outstanding Filmmaker » des années 1990 par un sondage de la cinémathèque de l’Ontario, Canada, 2000
- Prix honoraire récompensant la carrière cinématographique d’Abbas Kiarostami du 18e Festival international du film Fajr, Téhéran, Iran, 2000
- Dauphin d’or de l’île de Kish pour l’ensemble de son œuvre, Iran, 2000
- Prix honoraire Akira Kurosawa du 43e Festival international du film de San Francisco, États-Unis, 2000
- Plaque spéciale du ministère libanais de la culture et de l’art, 2000
- Récompense pour l’ensemble de son œuvre au 3e Festival du film de Beyrouth, Liban, 2000
- Prix du cinéma politique de Recanati, Italie, 2000
- Docteur honoris causa, École normale supérieure (Paris), 2003
- Docteur honoris causa, université Ca' Foscari de Venise, 2003[100]
- Prix Konrad Wolf, 2003
- Prix du président du jury de la caméra d’or, Festival de Cannes 2005
- Bourse du British Film Institute, 2005
- Léopard d’or d’honneur, Festival du film de Locarno, 2005
- Prix Henri-Langlois, 2006
- Docteur Honoris Causa de l'université Toulouse II - Jean-Jaurès (Toulouse), 2007
- Président de l'ESAV (École supérieure d'audiovisuel de l'université Toulouse II - Jean Jaurès), Toulouse, depuis 2007.
- Prix de la Jeunesse à Cannes, 2010